# Pouteria hexastemon
Pouteria hexastemon là một loài thực vật có hoa trong họ Hồng xiêm. Loài này được Baehni miêu tả khoa học đầu tiên năm 1942.